# María Belén Potassa
María Belén Potassa (Cañada Rosquín, Santa Fe; 12 de febrero de 1988) es una futbolista argentina. Juega de delantera en el club P.M. Friol de la Tercera Federación Femenina de España.
Anteriormente jugó en Rosario Central, San Lorenzo de Almagro, Santiago Morning de Chile, Boca Juniors y Fundación Albacete en España.
Lleva más de trescientos goles en su carrera y desde el año 2006 forma parte del plantel de la Selección Argentina.
Integró la selección argentina campeona del Campeonato Sudamericano Femenino de 2006 y fue autora de los goles en el partido decisivo frente a Brasil.
Fue una de las tres integrantes del plantel del mundial de Francia 2019, que disputaron el mundial femenino de China 2007.

## Trayectoria
Comenzó jugando a los seis años en Juventud Unida Rosquín Club, el equipo de varones de su pueblo. A los catorce años pasó a jugar en Club Atlético Rosario Central durante dos años. En 2005, durante uno de los viajes del equipo a la ciudad de Córdoba, fue convocada por la selección nacional para una prueba. A partir del año siguiente comenzó su carrera con la albiceleste.
Después de su debut profesional en Rosario Central, Potassa jugó una temporada en San Lorenzo de Almagro, y cuatro meses en Club de Deportes Santiago Morning en Chile. 

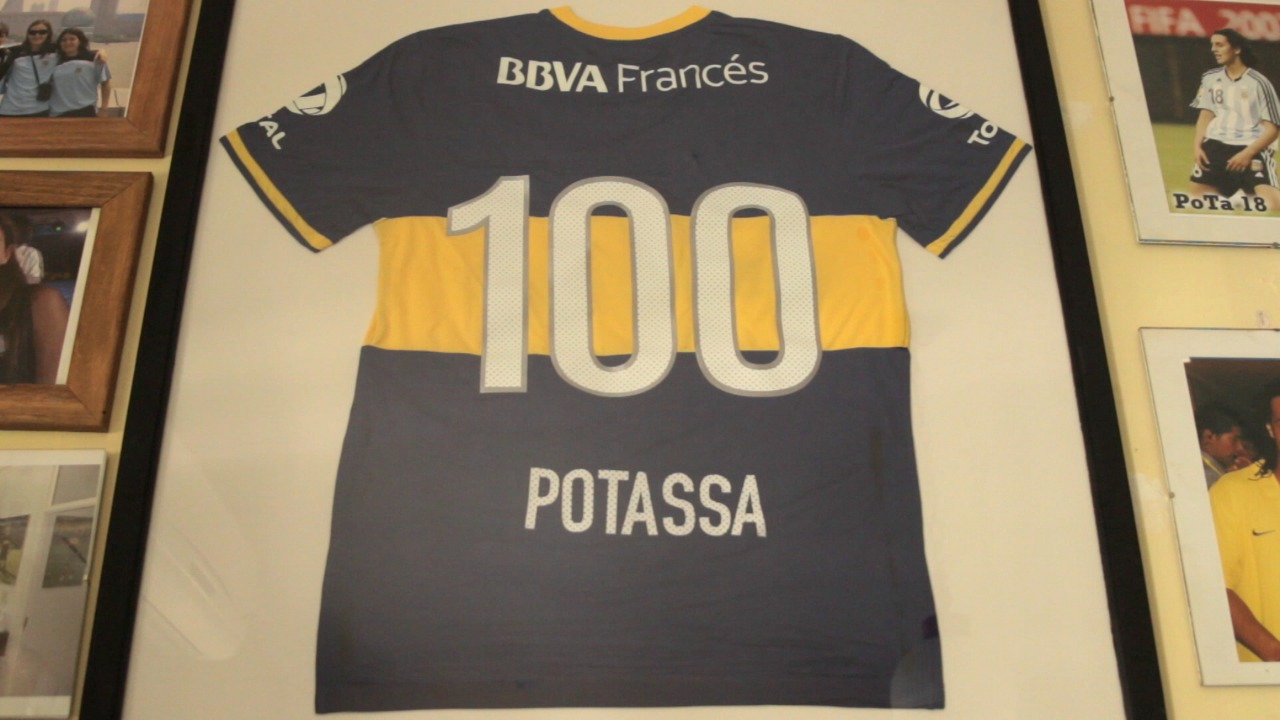
Potassa sumó 118 goles con la camiseta xeneize

Desde 2010 al 2014 jugó en Boca Juniors donde marcó 118 goles.
Entre el 2015 y 2019 formó parte del plantel de UAI Urquiza.
En 2019, tuvo su primera experiencia en el fútbol europeo al ser transferida a la Fundación Albacete de España. A mediados del 2020, pasó a formar parte del primer equipo del Córdoba Club de Fútbol para disputar la Segunda División de España.
Tiene ocho títulos en su haber, seis con Boca Juniors y tres con UAI Urquiza.

## Selección nacional

### Participaciones en Copas del Mundo
| Torneo               | Sede    | Resultado    | Partidos | Goles | Asistencias |
| -------------------- | ------- | ------------ | -------- | ----- | ----------- |
| Copa Mundial de 2007 | China   | Primera fase | 3        | 0     | 0           |
| Copa Mundial de 2019 | Francia | Primera fase | 0        | 0     | 0           |

### Participaciones en otros torneos
| Campeonato                                     | Sede      | Resultado      | Partidos | Goles |
| ---------------------------------------------- | --------- | -------------- | -------- | ----- |
| Sudamericano Femenino de 2006                  | Argentina | Campeonas      |          | 4     |
| Copa Mundial Femenina de Fútbol Sub-20 de 2006 | Rusia     | Fase de grupos |          | 1     |
| Juegos Panamericanos de 2007                   | Brasil    | Fase de grupos |          |       |
| Juegos Olímpicos de Pekín 2008                 | China     | Fase de grupos |          | 0     |
| Copa Mundial Femenina de Fútbol Sub-20 de 2008 | Chile     | Fase de grupos | 3        | 0     |
| Juegos Panamericanos de 2011                   | México    | Fase de grupos |          | 0     |
| Juegos Panamericanos de 2015                   | Canadá    | Fase de grupos | 3        | 1     |
| Copa América Femenina 2018                     | Chile     | Tercer lugar   | 2        | 0     |

## Clubes
| Club                   | País      | Año             |
| ---------------------- | --------- | --------------- |
| Rosario Central        | Argentina | 2004 - 2007     |
| San Lorenzo            | Argentina | 2007 - 2007     |
| Santiago Morning       | Chile     | 2007 - 2010     |
| Boca Juniors           | Argentina | 2010 - 2014     |
| UAI Urquiza            | Argentina | 2014 - 2019     |
| Fundación Albacete     | España    | 2019 - 2020     |
| Córdoba CF             | España    | 2020 - 2021     |
| Real Unión de Tenerife | España    | 2021 - 2022     |
| CD Monte               | España    | 2022 - 2023     |
| FF La Solana           | España    | 2023 - 2024     |
| P.M. Friol             | España    | 2024 - presente |

## Filmografía

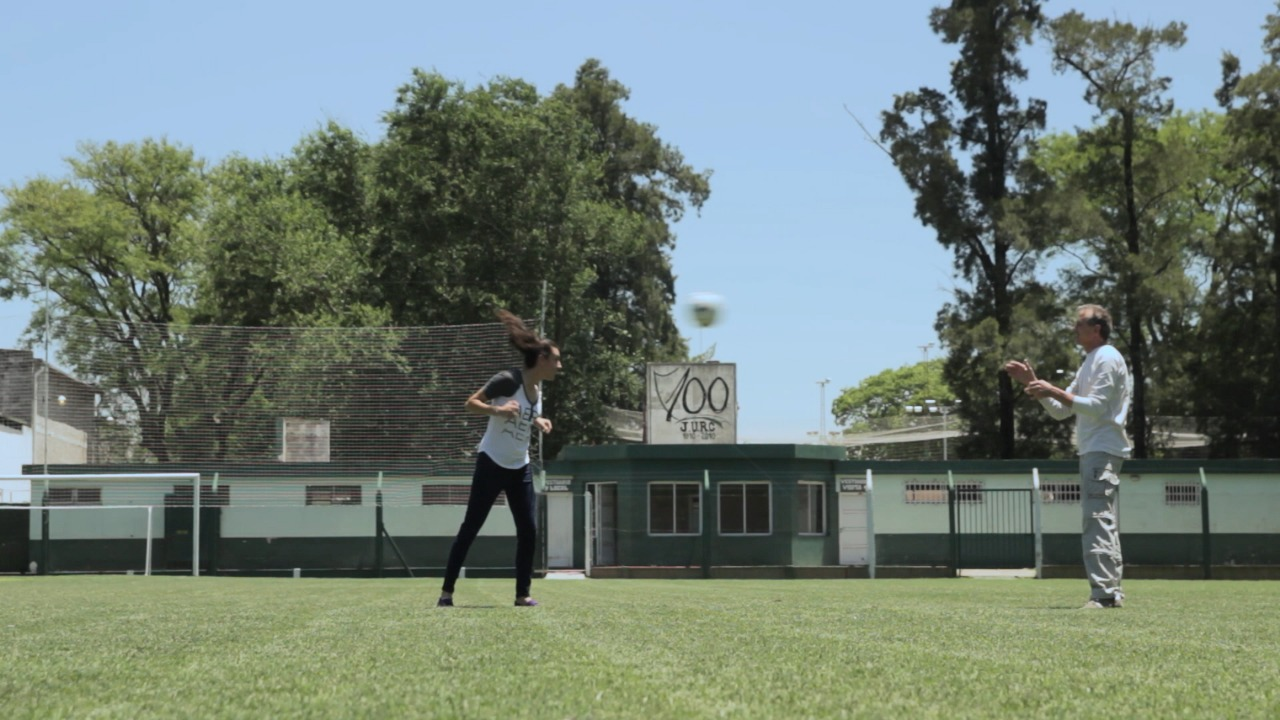
María Belén Potassa participó del Documental "Posición adelantada. Historias de otro fútbol"

- María Belén Potassa participó del Documental "Posición adelantada. Historias de otro fútbol" Documental "Posición adelantada. Historias de otro fútbol" 2017[15] Realizado por la Dirección de Comunicación Multimedial (#DCMTeam) de la Universidad Nacional de Rosario

## Reconocimientos
- Reconocimiento de la Cámara de Diputados por su aporte al desarrollo del fútbol femenino - 2017[16]
- Nominación a los premios Jorge Newbery en la categoría Fútbol Femenino (A.F.A) - 2015[17]
- Reconocimiento del Gobierno de Santa Fe por su participación en los Juegos Panamericanos de Toronto - 2015[18][19]
- Premios Xeneizes otorgado por el Club Atlético Boca Juniors en la categoría "Fútbol Femenino"- 2013[20]
- Premios Alumni categoría "jugadora destacada" - 2013[21]
- Reconocimiento por su trayectoria olímpica - 2012[22]
- Reconocimiento del municipio de San Isidro en el torneo Pink Soccer - 2009[23]
- El Seleccionado Femenino de Fútbol Argentina fueron homenajeadas por el Senado por su actuación en la Copa América (2018)[24]